# Francisco Lloris y de Borja
Francisco Lloris y de Borja (ur. ok. 1470 w Walencji, zm. 22 lipca 1506 w Rzymie) – hiszpański kardynał.

## Życiorys
Urodził się około 1470 roku w Walencji, jako syn Perot-Jàfera de Lloris i Isabeli de Borja i Navarro de Alpicat. Za czasów pontyfikatu Aleksandra VI był skarbnikiem papieskim, a także członkiem delegacji, która udała się do Francji złożyć Ludwikowi XII kondolencje z powodu śmierci Karola VIII. 19 marca 1498 roku został wybrany biskupem Termi, lecz rok później zrezygnował z tej funkcji. 6 września 1499 roku został wybrany biskupem Elne i pełnił tę rolę dożywotnio. 31 maja 1503 roku został kreowany kardynałem diakonem i otrzymał diakonię Santa Sabina. 9 sierpnia wybrano go arcybiskupem Trani i łacińskim patriarchą Konstantynopola. Zmarł 22 lipca 1506 roku w Rzymie.